# Grčka čančara
Grčka čančara (Testudo graeca) vrsta je iz roda Testudo unutar porodice kopnica (Testudinidae). 
Ova kornjača naseljava dijelove južne Europe, jugozapadne Azije, ali i sjeverozapadne Afrike.
Istaknute bodlje na stražnjim nogama pomažu u razlikovanju ove kornjače od obične čančare, čija se područja rasprostranjenosti preklapaju. Oklop je sličan kao u obične čančare, ali je nešto glađi.
Živi na travnjacima i pješčanim dinama, hraneći se lišćem, voćem, a povremeno strvinom i izmetom sisavaca. Ženke polažu do 12 jaja u leglu.

## Drugi projekti
|  | Zajednički poslužitelj ima stranicu o temi Grčka čančara    |
|  | Zajednički poslužitelj ima još gradiva o temi Grčka čančara |
|  | Wikivrste imaju podatke o taksonu Grčkoj čančari            |